# Eliška Hamzová
Eliška Hamzová (1º ottobre 2001) è una cestista ceca.

## Carriera
Con la Rep. Ceca ha disputato i Campionati europei del 2021.